# Menemerus pilosus
Menemerus pilosus là một loài nhện trong họ Salticidae.
Loài này thuộc chi Menemerus. Menemerus pilosus được Wanda Wesołowska miêu tả năm 1999.